# Односи Јужног Судана и Египта
Односи Јужног Судана и Египта званично су успостваљени 9. јула 2011. године када је Египат, као друга држава на свету признао независност ове земље.. Премијер Египта Есам Шараф званично је посетио престоницу Судана Картум и главни град Јужног Судана ЏубаЏубу. У Џуби је са представницима власти потписано неколико уговора о пољпривредној и економској сарадњи на релциаји Египат-Јужни Судан.